# Shiloh Keo
Shiloh Keo (* 17. Dezember 1987 in Bothell, Washington) ist ein ehemaliger US-amerikanischer American-Football-Spieler in der National Football League (NFL). Er spielte zuletzt für die New Orleans Saints als Safety. Mit den Denver Broncos gewann er den Super Bowl 50.

## College
Keo besuchte die University of Idaho und spielte für deren Team, die Vandals, College Football. Er wurde als Strong Safety bzw. als Return Specialist eingesetzt. Dabei konnte er 358 Tackles setzen. Als Returner hält er noch immer zahlreiche Schulrekorde.

## NFL

### Houston Texans
Beim NFL Draft 2011 wurde er in der 5. Runde als insgesamt 144. von den Houston Texans ausgewählt. In den ersten beiden Saisonen kam Keo vor allem in den Special Teams zum Einsatz, 2012 wurde er hier sogar von seinen Kollegen zum Kapitän gewählt.
Zunehmend lief er auch als Safety der regulären Defense auf, 2013 avancierte er sogar zum Starter. Zu Beginn der Saison 2014 zog er sich eine Wadenverletzung zu und wurde von den Texans entlassen.

### Cincinnati Bengals
Im Februar 2015 wurde er von den Cincinnati Bengals unter Vertrag genommen, aber noch vor Beginn der Regular Season wieder entlassen.

### Denver Broncos
Im Dezember 2015 wurde er von den Denver Broncos verpflichtet und wurde sowohl als Defensive Back als auch als Special Teamer eingesetzt. Keo hatte maßgeblichen Anteil am Erreichen des Super Bowl 50, den die Broncos dann auch gewinnen konnten, indem er im AFC Championship Game einen versuchten Onside Kick der New England Patriots verhindern konnte.
Im Februar 2016 wurde er wegen Trunkenheit am Steuer vorübergehend festgenommen und in der Folge von der NFL für zwei Spiele gesperrt. Ende Oktober 2016 wurde er entlassen.

### New Orleans Saints
Am 9. November 2016 wurde Keo von den New Orleans Saints, die so auf die schwachen Leistungen sowohl der Secondary als auch der Special Teams zu reagieren versuchten, verpflichtet. Im März 2017 wurde sein Vertrag ein weiteres Jahr verlängert. Dennoch wurde er am 15. Mai 2017 wieder entlassen.

## Trainerlaufbahn
Von 2018 bis 2020 war Keo Assistenztrainer am College of Idaho, einer privaten Hochschule und trainierte die Defensive Backs des dortigen Teams, der Yotes, die in der NAIA spielen.
Seit 2020 verstärkt Keo den Trainerstab der Alabama Crimson Tide, wo er unter Nick Saban als Analyst arbeitet.